# ويس كاسويل
ويس كاسويل (بالإنجليزية: Wes Caswell)‏ هو لاعب كرة قدم أمريكية أمريكي، ولد في 4 يناير 1975.